# Карло Батко
Карло Батко (Сарајево, 17. мај 1907 — Бијела, код Коњица, 2. март 1943), учесник Народноослободилачке борбе и народни херој Југославије.

## Биографија
Рођен је 17. маја 1907. године у Сарајеву. Његови родитељи су се 1914. године преселили и Мостар, где је Карло завршио основну школу и браварски занат. Као млади браварски радник 1925. године се прикључио радничком покрету, а 1928. је постао члан тада илегалне Комунистичке партије Југославије.
После завођења шестојануарске диктатуре, 1929. године ухапшен је и због партијске делатности од Суда за заштиту државе осуђен на две године затвора, које је издржао у Сремској Митровици. После изласка са робије, 1931. године, вратио се у Мостар, али није могао да се запосли, па у потпуности посветио партијском раду. Постао је члан Обласног комитета КПЈ за Херцеговину и активно радио на стварању и јачању партијских организација на подручју Мостара. Године 1940. био је један од организатора штрајка рудара. Више пута је хапшен и прогањан.
После Априлског рата и окупације Краљевине Југославије, активно је радио на организовању устанка, а јула 1941. године ступио је у редове првих бораца. Карло је крајем августа био у невесињском, а затим у билећком крају, где је учествовао у борбама код Дивина, Фатнице и Плане. Извесно време налази се у столачком крају, али се вратио у Мостар и по задатку одлази на север, на дужност секретара Окружног комитета КПЈ за терен Калиновик-Фоча. Био је политички комесар чете и батаљона у Одреду.
Касније, мај-јун 1942. године, у Трећој непријатељској офанзиви, борци Калиновачког партизанског одреда укључили су се у састав новоформиране Десете херцеговачке ударне бригаде, у којој је био на дужности политичког комесара чете у Петом батаљону.
Погинуо је 2. марта 1943. године код села Бијела, близу Коњица, заједно са командиром чете Радетом Шпанцом, од авионске бомбе, приликом обилажења положаја чете.
Указом Президијума Народне скупштине ФНР Југославије, 5. јула 1951. године, проглашен је за народног хероја.
Године 1965. његови посмртни остаци су пренети и сахрањени на Партизанском гробљу у Мостару.